# Blanca Paloma
Blanca Paloma Ramos Baeza, conosciuta come Blanca Paloma (Elche, 9 giugno 1989) è una cantante e scenografa spagnola.
Ha rappresentato la Spagna all'Eurovision Song Contest 2023 con il brano Eaea.

## Biografia
Nata nella Comunità Valenciana, la cantante ha completato la sua formazione artistica laureandosi in Belle Arti in tre atenei: l'Università Miguel Hernández di Elche, l'Università di Barcellona e l'Università Complutense di Madrid. Terminati gli studi, si è trasferita a Madrid dove ha lavorato come scenografa.
Nel dicembre 2021 ha lanciato il suo singolo di debutto, Secreto de agua, con cui ha partecipato alla prima edizione del Benidorm Fest, festival utilizzato per la selezione del rappresentante spagnolo all'annuale Eurovision Song Contest. Nella finale dell'evento si è piazzata al 5º posto. Ha partecipato nuovamente al Benidorm Fest nel 2023, presentando il brano d'ispirazione flamenco Eaea. Dopo aver vinto la seconda semifinale, nella finale della manifestazione del 4 febbraio 2023 è risultata la vincitrice, diventando di diritto la rappresentante nazionale all'Eurovision Song Contest 2023 a Liverpool. Nel maggio successivo, in occasione della finale eurovisiva, Blanca Paloma si è classificata al 17º posto su 26 partecipanti con 100 punti totalizzati, di cui 95 dalle giurie, che l'hanno piazzata al 9º posto, e 5 dal televoto, il punteggio più basso della serata da parte del pubblico.

## Discografia

### Singoli
- 2022 – Secreto de agua
- 2022 – Niña de fuego
- 2022 – Eaea
- 2023 – Plumas de nácar
- 2023 – Jaleo